# Barry Humphries
John Barry Humphries (Kew, Melbourne, Victoria; 17 de febrero de 1934-Sídney, 22 de abril de 2023) fue un comediante australiano, satírico y dadaísta; así como artista, autor y actor de género muy conocido por sus alter ego Dame Edna Everage, un ama de casa, y Sir Less Patterson, un malhablado agregado cultural de Australia a la Corte de St. James. También fue productor cinematográfico y guionista, intérprete en musicales del West End, escritor premiado y pintor de paisajes. Por su reparto a raudales de humor absurdo y dadaísta, la biógrafa Anne Pender describió a Humphries en 2010 no solo como «la figura teatral más significativa de nuestro tiempo [... si no] el comediante más significativo surgido desde Charles Chaplin».
Los personajes de Humphries, especialmente Dame Edna Everage, le han aportado fama internacional, y ha aparecido en numerosas películas, producciones teatrales y programas de televisión. Originalmente concebida como una desaliñada ama de casa de Moonee Ponds que caricaturizaba la complacencia y el aislamiento suburbano australiano, Edna ha evolucionado a lo largo de cuatro décadas para convertirse en la sátira de la fama, ostentosamente vestida, mordaz y ególatra. La segunda creación más conocida de Humphries es el «agregado cultural priápico y ebrio» Sir Les Patterson, quien «ha continuado aportando en todo el mundo descrédito sobre las artes y cultura de Australia, mientras que contribuye a la lengua vernácula de Australia tanto como ha tomado de ella».
Otra creación de gran éxito de Humphries fue el arquetípico «duro» australiano Barry McKenzie, que se originó como el héroe de una tira cómica sobre los australianos en Londres (con dibujos de Nicholas Garland) que fue publicada por primera vez en la revista Private Eye. Las historias de Bazza (el sobrenombre de Humphries, aplicable también a su personaje, por ser un hipocorístico australiano para el nombre Barry) le dieron amplia difusión al slang de Australia, particularmente mediante bromas sobre la bebida y sus consecuencias (gran parte de las cuales fueron inventadas por Humphries). El personaje se presentó en dos películas australianas, en las que fue interpretado por Barry Crocker.
Otros personajes satíricos de Humphries incluyen el generoso abuelo, «caballero antiguo» Sandy Stone; el cineasta iconoclasta de los años 1960 Martin Agrippa; el socialista académico Neil Singleton; el inepto dirigente sindical Lance Boyle; el vendedor de arte de alta presión Morrie O'Connor y el magnate fallido Owen Steele.

## Infancia
Humphries nació y se crio en el barrio de Camberwell en Melbourne, Victoria, Australia, hijo de Louise y Eric Humphries, un jefe de construcción. Su abuelo emigró hacia Australia desde Mánchester, Inglaterra. Barry creció en una "casa limpia, bonita y moderna" en Camberwell, una de las nuevas 'ciudades jardín' de Melbourne. Sus primeros años de vida marcan la pauta para su posterior etapa de su carrera-sus padres le compraron todo lo que él quería, pero su padre en particular pasaba poco tiempo con él así que Barry pasaba horas disfrazándose en el jardín trasero.
"Me disfrazaba como personajes diferentes y tenía una caja llena de disfraces... Un traje de marinero, un traje chino y estaba muy malcriado de esa manera... También encontraba entretenido que las personas me daban una gran sensación de libertad, haciendo reír a las personas era una muy buena manera de hacer amistad con ellos. Las personas no podían golpearte sí se estaban riendo."
Sus padres le pusieron el sobrenombre "Sunny Sam", y su infancia fue feliz y sin complicaciones, pero en su adolescencia Humphries comenzó a rebelarse contra las restricciones de la vida suburbana por convertirse en un "artista" –para consternación de sus padres quienes, a pesar de su riqueza, desconfiaban del "arte". Un acontecimiento clave ocurrió cuando Barry tenía nueve años– su madre le dio todos sus libros al Ejército de Salvación, alegremente explicando: "Barry, pero si ya los has leído todos."
Humphries respondió convirtiéndose en un lector voraz, un coleccionista de libros extraños, un pintor, un fanático del teatro y un surrealista. Vistiéndose con un manto negro, un sombrero honbo negro y ojos con rímel, inventó su primer personaje, "el Dr. Aaron Azimuth", un agente provocador, dandi y dadaísta.

## Educación
Educado en la escuela Camberwell Grammar, Humphries fue galardonado con un sitial en la Galería de Logros de la misma. Ya que el negocio de construcción de su padre prosperó, Humphries fue enviado a la escuela Melbourn Grammar dónde rechazó el deporte, detestaba las matemáticas, y se matriculó con resultados brillantes en Inglés y Arte. Humphries describió esta educación, en una entrada de Who's Who, como "autodidacta, asistido a la escuela Melbourne Grammar".
Humphries pasó dos años estudiando en la Universidad de Melbourne, dónde estudió leyes, filosofía y bellas artes. Durante este tiempo se convirtió en el exponente principal de Australia del movimiento de arte deconstructivo y absurdo, el dadaísmo.
Las bromas dadaístas y las actuaciones que hacía en Melbourne eran experimentos sobre la anarquía y la sátira visual que se han convertido en parte del folclore australiano. Una exposición titulada "Pus In Boots" consistía en un par de botas de goma llenas de crema; un producto pesticida llamado "Platytox" decía en su caja para ser eficaz contra el ornitorrinco, una especia querida y protegida en Australia. Barry era parte de un grupo que hizo una serie de grabaciones dadaístas en Melbourne desde 1952-53. "Wubbo Music" (Humphries ha dicho que "wubbo" es una palabra aborigen que significa "nada") se piensa que es una de las primeras grabaciones de música experimental en Australia.
Humphries fue también legendario por sus bromas públicas provocativas. Un ejemplo infame involucraba a Humphries vestido como un francés, con un cómplice vestido como una persona ciega; el cómplice abordaba un tranvía, seguido poco después por Humphries. En su momento, Humphries increpaba al hombre "ciego", gritando "Sal de mi camino, repugnante persona ciega", dándole una patada brutal en la espinilla y para luego saltar del tranvía y fugarse en un coche que estaba esperando.
Un ejemplo aún más notorio fue su famosa broma "bolsa de mareo". Se trataba de llevar en un avión una lata de ensalada de frutas, que luego vaciaba en forma subrepticia en su bolsa de mareo. En el punto apropiado en el vuelo, él pretendería vomitar con fuerza y con violencia en la bolsa. Luego, para el horror de los pasajeros y la tripulación, él procedería a comer el contenido. Un Día de los Inocentes Humphries colocó una cena de asado y una copa de champán en una bandeja dentro de la ciudad. Más tarde esa mañana, cuando había muchos empresarios haciendo cola en un edificio cercano, Humphries se acercó al grupo como un hombre sucio, desgreñado. Se acercó a la bandeja, abrió la tapa y procedió a levantar el asado y una copa de champán y beber de la copa. Para gran asombro de los observadores, encontró una zona de descanso adecuada y comenzó a comer la comida. Tales maniobras fueron las primeras manifestaciones de un interés extraño, incómodo y subversiva.

## Inicios de su carrera en Australia
Humphries ha escrito e interpretado canciones en revistas universitarias, así que después de salir de la universidad se unió a la recién formada Compañía Teatral de Melbourne. Fue en este punto que Barry creó la primera encarnación de lo que se convirtió en su personaje más conocido, Edna Everage. El primer boceto para mostrar a la señora Norm Everage, llamado "Olympic Hostess", se estrenó en el teatro de la Universidad Melbourne el 12 de diciembre de 1955. En su autobiografía, More Please (1992), Humphries relata que él había creado un personaje similar a Edna en la parte trasera de un autobús mientras estaba de gira en Victoria en Twelfth Night con la Compañía Teatral de Melbourne a los 20 años de edad.
En 1957, Humphries se mudó a Sídney y se unió al teatro Philip Street Revue Theatre, que se convirtió en la sede principal de Australia para la comedia y la revista satírica en la próxima década. Su primera aparición en el teatro Phillip St fue en la revista satírica Two to One, protagonizando al veterano australiano Max Oldaker, con un elenco incluyendo a Humphries y con la estrella de Number 96 Wendy Blacklock. Aunque a pesar de que había asumido inicialmente que el debut de Edna sería un hecho aislado, Humphries decidió revivir "Olympic Hostess" para Phillip Street y su éxito ayudó a lanzar lo que se convirtió en su carrera de 50 años para la autoproclamada "megaestrella ama de casa".
La próxima revista de Phillip St fue Aroung the Loop, en la que nuevamente estuvieron Oldaker, Gordon Chater, Blacklock y Humphries, además del recién llegado June Salter. Humphries revivió el personaje de Edna (aunque según dijo sería por última vez) y la revista demostró ser un gran éxito, interpretando ocho shows por semana durante 14 meses. Durante este período Humphries estaba viviendo cerca de Bondi y mientras un día caminaba tuvo la oportunidad de conocer a un hombre que tenía una voz aguda, chillona y una forma pedante de expresión; este encuentro inspiró la creación de otro de los personajes más perdurables de Humphries, Sandy Stone.
Después de una larga temporada en la revista, Humphries apareció como Estragon en Waiting for Godot, la primera producción de Australia de una obra de Samuel Beckett.
En 1958, Humphries hizo su primera grabación comercial, el EP Wild Life in Suburbia, que incluía notas por su amiga, el arquitecto modernista y escritor Robin Boyd.

## Londres y la década de 1960
En 1959, Humphries se mudó a Londres, dónde vivó y trabajó allí a lo largo de la década de 1960. Se hizo amigo de los miembros de la comedia británica como Dudley Moore, Peter Cook, Alan Bennett, Jonathan Miller, Spike Milligan, Willie Rushton y los actores australianos John Bluthal y Dick Bentley. Humphries se presentó en el lugar de la comeida de The Establishment, dónde también se hizo amigos y fue fotografiado por Lewis Morley, que su estudió estaba ubicado por encima de un club. Él contribuyó a la revista satírica Private Eye, en que Cook era un editor, su trabajo más conocido fue la tira de dobujos animados The Wonderful World of Barry McKenzie. La sátira de dibujos animados subidos de tono de los peores aspectos de los australianos en el extranjero fue escrito por y dibujado por el dibujante de Nueva Zelanda Nicholas Garland. La versión en libro de la historieta, publicada a finales de los años 60, fue durante algún tiempo prohibida en Australia.
Humphries apareció en numerosas producciones de West End incluyendo los musicales Oliver! y Maggie May, por Lionel Bart, como también en producciones de teatro y radio por su amigo Spike Milligan. Una vez, estuvo invitado para interpretar el papel principal del Capitán Martin Blues en The Bed-Sitting Room, que tuvo éxito en el teatro The Mermaid, y fue transferido a West End. Humphries también estuvo con Milligan en la producción de 1968 Treasure Island, en el papel de John Silver. Barry describió trabajar con Millign como "una de las experiencias más extrañas y más estimulantes de mi carrera."
En 1962, cuando Humphries estaba en Cornualles con su esposa, él cayó por un barranco cerca de Zennor y aterrizó en una repisa debajo de 150 pies, rompiéndose los huesos. El rescate por helicóptero fue filmado por un equipo de noticias de ITN. Las imágenes del rescate fueron mostradas a Humphries por primera vez en el show de la BBC en el 2006, Turn Back Time.
La primera ruptura más importante de Humphries en la escena británica llegó cuando fue seleccionado para un papel de Mr. Sowerberry para la producción de Londres de 1960 de Oliver!. Barry grabó varios números de Sowerberry en "That's Your Funeral" para el álbum del elenco original de Londres (publicado en Decca Records) y repitió el papel cuando la producción se mudó a Broadway en 1963, dónde se convirtió en el primer musical de Londres en ser trasplantado a Broadway y recibir la misma crítica y recepción de la audiencia que había recibido en Gran Bretaña. Sin embargo, la canción "That's Your Funeral" fue omitida en el álbum así que Humphries no es escuchada en él. En 1967, interpretó como Fagin en el teatro Piccadilly en Oliver! que mostraba un joven Phil Collins como Artful Dodger. En 1997, Humphries retomó el papel de Fagin en el London Palladium.
En 1967, su amistad con Cook y Moore lo llevó a su primer papel cinematográfico, un cameo como "Envy", en la exitosa película Bedazzled protagonizada por Cook y Moore con Eleanor Bron, y dirigida por Stanley Donen. Al año siguiente, él apareció en The Bliss of Mrs. Blossom con Shirley MacLaine.
En los años 60, Humphries contribuyó en The Late Show (que también apareció el editor de la revista Oz, Richard Neville) pero Humphries encontró su verdadera vocación con sus satíricas en escenario, en que interpretaba a Edna Everage y otras creaciones incluyendo Les Patterson y Sandy Sonte. "A Nice Night's Entertainment" (1962) fue la primera revista. Y "Excuse I: Another Nice Night's Entertainment" (1965) fueron solo presentados en Australia. En 1968, Humphries regresó a Australia para hacer giras con su trabajo Just A Show; esta producción se transfirió al teatro Fortune en 1969. Humphries ganó notoriedad considerable con "Just A Show". Polarizó las críticas británicas pero fue un éxito suficiente para dar lugar a una serie de televisión de corta duración por la BBC, The Barry Humphries Scandals, uno de los precursores de la serie Monty Python.

## Década de 1970
En 1970, Humphries regresó a Australia, dónde Edna Everage hizo su debut en una película en The Naked Bunyip. En 1971-21, se unió con Phillip Adams y el escritor-director Bruce Beresford para crear una versión cinematográfica de los dibujos animados de Berry McKenzie. The Adventures of Barry McKenzie fue protagonizada por el cantante Barru Crocker en el papel principal con Humphries-quién coescribió el guion con Beresford-interpretando tres papeles diferentes. Fue filmado en Inglaterra y Australia con un elenco con Spike Milligan, Peter Cook, Dennis Price, Dick Bentley, Willie Rushton, Julie Covington, Clive James y el locutor Koan Bakewell. Al igual que otras películas de la época que han sido categorizadas por pertenecer al género Ocker de las películas australianas, fue casi unánimemente criticada por los críticos, pero tuvo un gran éxito con las audiencias. De hecho, la película se convirtió en el mayor éxito a nivel local en Australia en ese momento, allanando el camino para el éxito de las posteriores películas como Alvin Purple y Picninc at Hanging Rock.
Otras de las producciones artísticas realizadas en este tiempo fue una colaboración de 1972 entre Humphries y el compositor australiano Nigel Butterley. Juntos produjeron First Day Covers, una colección de poemas sobre los suburbios –leído en el desempeño de Edna Everage– con el acompañamiento de música por Butterley. Incluye poemas con títulos como "Histoire du Lamington" y "Morceau en forme de 'meat pie'".

## Papeles en películas
Desde finales de los 60, Humphries ha aparecido en numerosas películas, sobre todo en papeles secundarios o cameos. Sus créditos incluyen en la comedia del Reino Unido Percy's Progress (1974), The Great Macarthy de David Baker (1975), y Barry McKenzie Holds His Own de Bruece Beresford (1974) en que Edna fue nombrada Dama por el entonces Primer ministro de Australia Gough Whitlam.
Otros créditos cinematográficos incluyen Side by Side (1975) y The Getting of Wisdom (1977). El mismo año, tuvo una aparición como Edna en el musical de Robert Stigwood Sgt. Pepper's Lonely Hearts Club Band (que se hizo tristemente célebre como uno de los fracasos más grandes de las películas de la década), seguido en 1981 por su papel como el falso ciego anfitrión Bert Schnick en Shock Treatment, la secuela de The Rocky Horror Picture Show.
Barry tuvo más éxito con su papel destacado como Richard Dean en Dr. Fischer of Geneva (1985); esto fue seguido por Howling III (1987), una aparición como Rupert Murdoch en la miniserie Selling Hitler (1991), con Alexei Sayle, un papel en la sátira de horror Pterodactyl Woman from Beverly Hills (1994), el papel de Count Metternich en Immortal Beloved (1994), como también papeles en The Leading Man (1996), en la película de las Spice Girls, Spice World, en Welcome to Woop Woop (1997), y Nicholas Nickleby (2002), en el que se puso un traje femenino como la esposa de Nathan Lane.
Humphries también ha figurado en varios papeles en películas de comedia incluyendo The Secret Policeman's Other Ball (1982) y A Night of Comic Relief 2 (1989). En 1987, actuó como Les Patterson en uno de sus fracasos raros, el desastroso Les Patterson Saves the World, dirigido por George T. Miller de Man From Snowy River y coescrito por Humphries con su tercera esposa, Diana Milstead.
En el 2003, Humphries tuvo un papel pequeño en la película animada Finding Nemo. En ella interpreta a Bruce, un tiburón que trata de frenar su adicción al pescado. Él casi cae debido a una bocanada de sangre de pescado. Interpretando este papel, dada su propia lucha con el alcoholismo, es quizás un buen ejemplo de afición de Humphries por el autodesprecio.
El fuerte de Humphries ha sido siempre sus números de revistas satíricas, en que él aparece como Edna Everage y una serie de otras creaciones de personajes, incluyendo Les Patterson y Sandy Stone. Puede haber pocos (o ningún) comediante que pueda presumir su carrera que ha disfrutado con Dame Edna, cuya popularidad no muestra signos de flaqueza después de 50 años. El éxito de Humphries es también un tributo a la gran habilidad, estilo e introspección —y el arduo trabajo— que él invierta realizando espectáculos de dos horas y media con todo el material original, mezclado con improvisación, y segmentos de participación de la audiencia.
Humphries tuvo muchas producciones teatrales exitosas en Londres, la mayoría de las cuales posteriormente hizo una gira internacional. A pesar de su popularidad tardía, encontró una fuerte resistencia en los principios de su carrera, su primer show en Londres A Night's Entertainment (1962) recibió críticas mordaces y fue varios años después que hizo un segundo intento. Ganó notoriedad considerable con Just A Show, hecho en el Teatro Fortune en 1969. Polarizó las críticas pero fue un éxito en las audiencias y se convirtió en la base de un creciente culto en Reino Unido. Continuó ganando popularidad con sus shows de los '70 como A Load of Olde Stuffe (1971) y At Least You Can Say You've Seen It (1974–75).
Finalmente se abrió paso con gran éxito de la crítica y el público en Gran Bretaña con su producción de Londres en 1976, Housewife, Superstar! en el teatro Apollo. Su éxito en Gran Bretaña y Australia llevó a Humphries a probar suerte con el show en Nueva York en 1977, pero resultó ser una repetición desastrosa de su experiencia con Just A Show. Humphries luego, resumió su recepción negativa diciendo: "Cuando The New York Times te dice que cierras, te tienes que cerrar."
Su próximo show fue Isn't It Pathetic at His Age (1978). Como la mayoría de sus shows, el título cita uno de los comentarios que a menudo su madre decía cuando ella llevaba a Barry al teatro para ver a los actores del extranjero jubilados haciendo giras en Australia durante su juventud.
Sus espectáculos posteriores incluyen:
- A Night with Dame Edna (1979), que ganó el premio de Sociedad de West End Theatre
- An Evening's Intercourse with Dame Edna (1982)
- Tres temporadas de Back with a Vengeance (1987–1988, 2005–2007)
- Look at Me When I'm Talking to You (1996)
- Edna, The Spectacle (1998) en el Teatro Haymarket, dónde él tuvo el récord como el único acto solista en llenar el teatro (desde que abrió en 1663).
- Remember You're Out que salió de gira en Australia en 1999.
- Back with a Vengeance que salió de gira en Australia en 2007.
- Dame Edna Live: The First Last Tour en giras en Estados Unidos en el 2009.

Ha hecho numerosas giras teatrales en Alemania, Escandinavia, Países Bajos y en el Lejano y Medio Oriente. En el 2003, hizo giras en Australia con su último show Getting Back to My Roots (and Other Suckers).

## Dame Edna

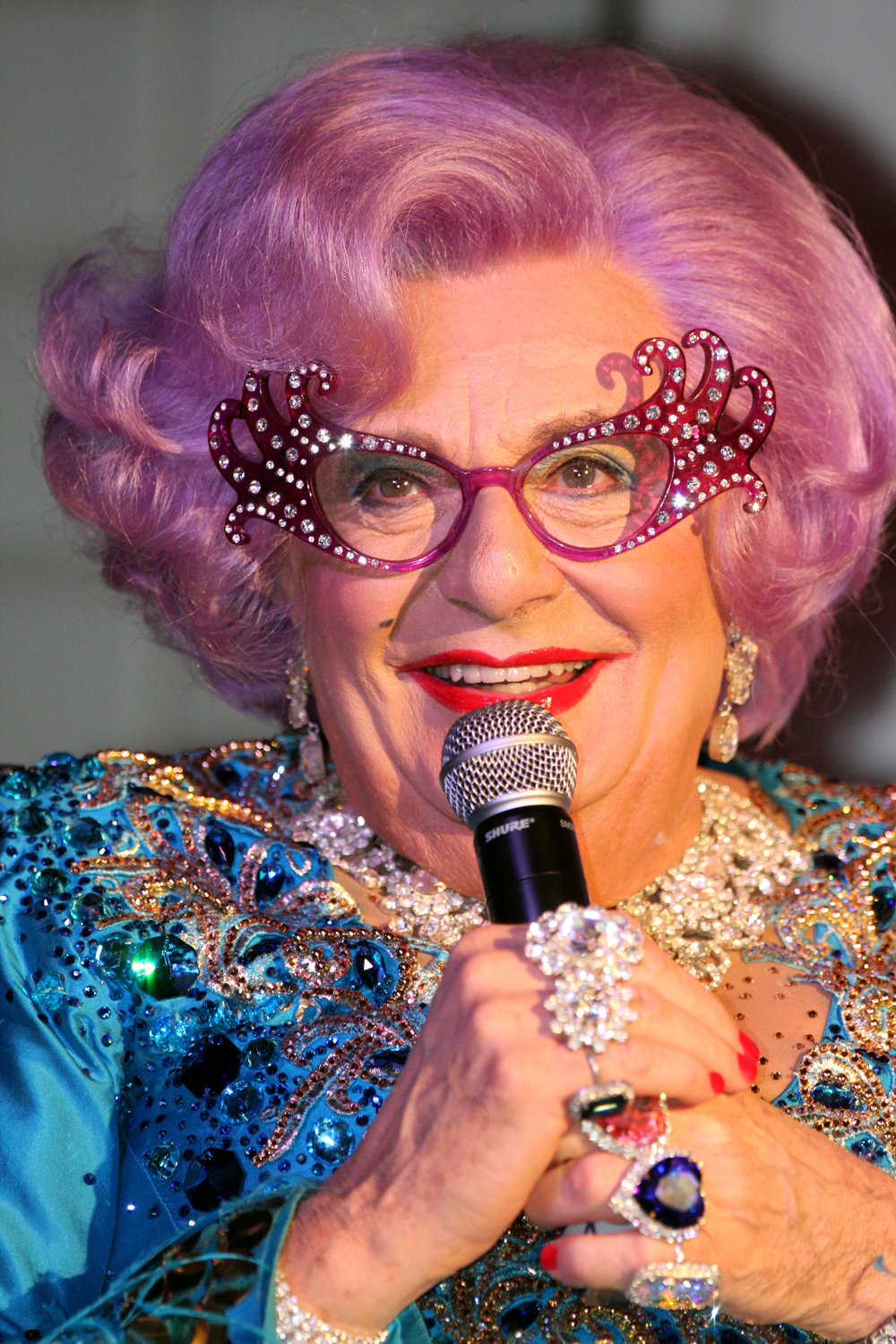
Dame Edna en el Civic Hotel, Sídney.

Dame Edna Everage es sin duda uno de los personajes cómicos australianos más perdurables de todos los tiempos, y una de las caracterizaciones de comedia más larga jamás concebida. Originalmente creado en 1956, Edna hace tiempo que trascendió sus orígenes humildes como una sátira a los suburbios de Australia para convertirse en los personajes más exitosos, más conocidos y más queridos de todos los tiempos. Ha crecido en los años para convertirse, en las palabras de la periodista Caroline Overington:
"... Una parodia perfecta de una celebridad moderna y vanidosa, con un ego rampante y una aversión fuerte a la audiencia (a quien las celebridades pretenden amar pero en realidad, como Edna tan audazmente hace transparencia, ellos odian sus zapatos baratos y los valores de los suburbios). – The Sydney Morning Herald
Al igual que los racimos siempre presentes de gladiolos, una de las características más populares y distintivas de Edna en el escenario y en las apariciones de televisión ha sido su vestuario extravagante, con vestidos llamativos a medida que satíricamente supera las creaciones más extravagantes de los diseñadores del mundo del espectáculo de Hollywood como Bob Mackie. Sus trajes, la mayoría de ellos creados por el diseñador australiana Bill Goodwin, habitualmente incorporan íconos kitsch como la bandera, los animales nativos de Australia y flores, y la Ópera de Sídney y el canguro de boxeo.
Mientras el personaje evolucionaba, la familia invisible de Edna se convirtió parte de la sátira, particularmente las tribulaciones de su marido inválido Norm, quien sufría de un ataque casi permanente de una dolencia de próstata no especificada. Su hija Valmai y su hijo peluquero gay Kenny también se convirtieron en elementros intrínsecos del acto, como también su mejor amiga y dama de honor de Nueva Zelanda, Madge Allsop.
A lo largo de la carrera de Edna (hasta la muerte de Perry en el 2008) Madge fue interpretada por la actriz inglesa Emily Perry, quien tiene la distinción de ser la única actriz en aparecer en los escenarios con Humphries en sus shows, como también haciendo apariciones regulares en los programas de televisión de Dame Edna.
Dame Edna también se destaca como uno de los pocos personajes satíricos en hacer una transición exitosa del escenario a la televisión sin perder popularidad en ningún género. Al igual que otros actores australianos que han comenzado a hacer una impresión en la televisión y las películas internacionales, Edna no dudó en revelar que fue el mentor que ayudó a "kiddies" como "la pequeña Nicole Kidman" a lograr sus primeros éxitos.

## Sir Les Patterson
Sir Les Patterson es uno de los tres personajes principales de Humphries y todavía sigue en curso (el tercero de Sandy Stone). Por lo general, Patterson se alterna con Edna y Sandy Stone en los shows de escenario con Humphries y normalmente muestra las características de los segmentos pregrabados en los shows de televisión de Dame Edna. Él es el polo opuesto de Dame Edna, desaliñado, grosero, y lascivo.

## Papeles de televisión
Las numerosas apariciones de televisión de Humphries en Australia, Reino Unido, y Estados Unidos incluye The Bunyip, una comedia para niños por Seven Network en Melbourne. En el Reino Unido, Barry hizo dos series de comedia exitosas, The Dame Edna Experiencie por London Weekend Television. La serie contaba con una falange de invitados estrellas incluyendo a Liza Minnelli Sean Connery, Roger Moore, Charlton Heston y Jane Seymour.
Estos programas de gran popularidad han sido repetidos en todo el mundo y el especial A Night on Mount Edna ganó Humphries el Golden Rose of Montreux en 1991. Él escribió y protagonizó en The Life and Death of Sandy Stone (1991), y presentó la serie Flashbacks (1999).
Sus otros programas de televisión y especiales de una vez incluyen Dame Edna's Neighbourhood Watch (1992), Dame Edna's Work Experience (1996), Dame Edna Kisses It Better (1997) y Dame Edna's Hollywood (1991–92), una serie de tres especiales filmados en los Estados Unidos para las cadenas NBC y Fox. Al igual que The Dame Edna Experience, estos incluían una serie de invitados famosos como Burt Reynolds, Cher, Beatrice Arthur, Kim Basinger y Barry Manilow. El especial de televisión de Edna más reciente fue Dame Edna Live at the Palace en el 2003. Él también actuó en el telefilme Da Kath and Kim Code a finales del 2005.
En el 2007, Humphries regresó al Reino Unido para ser anfitrión de otra comedia llamada The Dame Edna Treatment, similar al formato de The Dame Edna Experience de 20 años antes. La serie comenzó una vez más con una selección de famosos invitados como Tim Allen, Mischa Barton, Sigourney Weaver, Debbie Harry, David Walliams y Matt Lucas.
En marzo del 2008, Humphries se unió a los jueces del show de talento de la BBC I'd Do Anything para encontrar un papel de Nancy en el musical Oliver.

## Éxito en los Estados Unidos
En el 2000, Humphries llevó su Dame Edna: The Royal Tour a Norteamérica ganando el Premio Tony por un Evento Teatral en vivo en el 2000 y dos premios National Broadway Theatre por "Mejor Obra" y por "Mejor Actor" en el 2001. Preguntado por un periodista australiano que se siente ganar un Premio Tony, él dijo, "es como ganar mil Gold Logies al mismo tiempo".
El éxito de Edna en América llevó a muchas oportunidades en los medios, incluyendo un papel semi-regular en la serie de televisión Ally McBeal. La revista Vanity Fair invitó a Dame Edna a escribir una columna de consejos satíricos pero sin saberlo, creó una tormenta de controversia con un artículo publicado en febrero del 2003. Respondiendo a un lector quién que le preguntó sí podía aprender Español, ella contestó:
"Olvídate del Español. No hay nada en ese lenguaje que valga la pena excepto Don Quijote, y escuchar rápidamente Man of La Mancha que se haga cargo... ¿Quién lo habla que tú estás realmente desesperado por hablar? ¿La ayuda? ¿Tú solpador de hojas?"
El intento satírico de Edna-atizando diversión de los estadounidenses ricos que contratan hispanos con un bajo salario como trabajadores domésticos-evidentemente tuvo rabia por algunos lectores. Muchos de los que posteriormente se quejaron parecían no darse cuenta de que Dame Edna era más que un personaje y que 'ella' no era realmente una mujer. Los miembros de la comunidad hispánica tomaron la broma fuera de contexto, leyéndolo como un comentario racista, y quejándose con la revista. La actriz de Hollywood Salma Hayek respondió airadamente, escribiendo una carta furiosa en la que denunció a Dame Edna. Amenazas de muerte fueron incluso recibidas y Vanity Fair finalmente se vio forzado a publicar una disculpa en toda una página con la comunidad hispana.
Humphries comentó más tarde: "Sí tienes que explicarle la sátira a alguien, quizás te podrías dar por vencido" Cuando se le preguntó sobre la controversia (como Dame Edna) en la víspera de su gira del 2003 en Australia, ella replicó que la denuncia de Hayek era por "celosía profesional", y que Hayek estaba envidiosa por el papel de la pintora Frida Kahlo (para lo que Hayek recibió una nominacón al Oscar) que había sido originalmente ofrecido a Edna:
"Cuando me ofrecieron el papel de Frida lo rechacé, y ella era la segunda opción. Yo dije, 'No interpretaré el papel de una mujer con bigote y con cejas de mono, y no tendré las mismas relaciones de sexo en la pantalla'... No soy racista. Amo todas las razas, especialmente los blancos. Tú sabes, incluso me gustan los católicos romanos."

## Vida personal
Humphries ha estado casado cuatro veces. Su primer matrimonio, con Brenda Wright, tuvo lugar cuando él tenía 21 años y duró menos de dos años. Tiene dos hijas, Tess y Emily, y dos hijos, Oscar y Rupert, de sus segundos y terceros matrimonios, con Rosalind Tong y Diane Millstead. Su hijo mayor, Oscar, es un colaborado de editor en The Spectator y el editor de lanzamiento de Spectator Australia. Su cuarta esposa, Lizzie Spender, es la hija del poeta británico Stephen Spender.
En la década de 1960, durante su estancia en Londres, Humphries se hizo cada vez más dependiente del alcohol y hacia los últimos años de la década sus amigos y su familia comenzaron a temer que su adicción le costara su carrera o incluso su vida. Su estado como 'un disoluto, con sentimiento de culpa, borracho de autocompasión' fue sin duda una de las razones principales del fracaso de su primer matrimonio y también fue un factor de colapso en el segundo.
El alcoholismo de Humphries llegó a un punto crítico durante una visita a casa en Australia en la década de 1970. Sus padres finalmente lo habían ingresado a un hospital privado para 'secarse' cuando, después de una borrachera particularmente pesada, fue encontrado inconsciente en una cuneta. Desde entonces se ha abstenido de consumir alcohol completamente y todavía asiste a las reuniones de Alcohólicos Anónimos. Barry fue uno de los tantos amigos que intentaron en vano ayudar a Peter Cook, quien se acabó muriendo a causa de enfermedades relacionadas con el alcohol.
Humphries fue un buen amigo del poeta inglés John Betjeman hasta la muerte de John en 1984. Su amistad comenzó en 1960 después de que Betjeman, mientras visitaba Australia, escuchó algunas de las grabaciones de Humphries y escribió cosas favorables de ellas en un diario de Australia. Su amistad estaba, en parte, basada en numerosos intereses comunes, incluyendo la arquitectura victoriana, Cornualles y el music hall.
Otros amigos notables de Humphries incluyen el australiano pintor Arthur Boyd, el escritor y expolítico Jeffrey Archer, quien Humphries visitó durante la estadía de Archer en prisión, y el comediante irlandés Spike Milligan.
Humphries ha pasado gran parte de su vida inmerso a la música, literatura y el arte. Se auto-proclamó un "bibliómano", su casa en West Hampstead, Londres, supuestamente contiene unos 25,000 libros, muchas de las primeras ediciones de ellos de los siglos XIX y XX. Algunos de los elementos más misteriosos y raros de esta colección incluyen la guía telefónica de Oscar Wilde, Memoirs of a Public Baby por Philip O'Connor, una copia autografiada de Humdrum por Harold Acton, las obras completas de Wilfred Childe, y varios volúmenes de la poesía surrealista de Herbert Read.
Es un destacado coleccionista de arte que ha comprado, como resultado de tres divorcios, muchas de muchas de sus pinturas favoritas cuatro veces. Una vez, tuvo la mayor colección privada de las pinturas de Charles Conder en el mundo, y es un fanático notorio del pintor simbolista bélgico Jan Frans De Boever, disfrutando su papel como 'Presidente Vitalicio' de la sociedad De Boever. Él mismo es considerado como uno de los artistas australianos con mejores paisajes y sus cuadros están en colecciones privadas y públicas, tanto en su tierra natal como en el extranjero.
Es un patrón de, entre otros, el compositor francés Jean-Michel Damase y la Fundación Melba en Australia. Cuando Humphries estuvo en el programa de radio de la BBC Desert Island Discs en el 2009, él hizo las elecciones: "Mir ist der Ehre widerfahren" de Der Rosenkavalier; "Things are Looking Up" de Gershwin cantada por Fred Astaire; "Love Song" compuesta por Josef Suk: "On Mother Kelly's Doorstep" cantada por Randolph Sutton; "Der Leiermann" de Schubert; "Auf Wiedersehen" de Mischa Spoliansky; y "They are not long the weeping and the laughter" de Delius.
En cuanto a su política personal, el cultural historiador Tony Moor, autor de "The Barry McKenzie Movies", escribe a Humphries como: "Un contrario conservador mientras que muchos de su generación se movían a la izquierda, Humphries en cambio retuvo una delicia bohemia en la transgresión que lo hace radical."
Falleció luego de complicaciones de una cirugía de cadera en el Hospital St Vincent en Sídney el 22 de abril del 2023.

## Otros trabajos
Humphries es el autor de muchos libros incluyendo dos autobiografías, dos novelas y un tratado sobre el teatro chino en las minas de oro. También ha escrito muchas obras y ha realizado decenas de grabaciones. Su primera autobiografía More Please ganó el premio J. R. Ackerley en 1993.
- Bizarre. Compilation. Londres: Elek Books, 1965.
- Barry Humphries' Book of Innocent Austral Verse. Antología. Melbourne: Sun Books, 1968.
- Bazza Pulls It Off!: More Adventures of Barry McKenzie. Melbourne: Sun Books, 1971.
- The Wonderful World of Barry MacKenzie. Con Nicholas Garland; una tira cómica. Londres: Private Eye/Andre Deutsch, 1971.
- Barry McKenzie Holds His Own. Comedia cinematográfica, con Bruce Beresford. Melbourne: Sun Books, 1974.
- Dame Edna's Coffee Table Book: A guide to gracious living and the finer things of life by one of the first ladies of world theatre. Compendio. Sídney: Sphere Books, 1976.
- Les Patterson's Australia. Melbourne: Sun Books, 1978.
- Bazza Comes Into His Own: The Final Fescennine Farago of Barry McKenzie, Australia's first working-class hero—with learned and scholarly appendices and a new enlarged glossary. Con Nicholas Garland. Melbourne, Sun Books, 1979.
- The Sound of Edna: Dame Edna's Family Songbook. Con Nick Rowley. Londres: Chappell, 1979.
- A Treasury of Australian Kitsch. Melbourne: Macmillan, 1980.
- A Nice Night's Entertainment: Sketches and Monologues 1956–1981. Una retrospectiva. Sídney: Currency Press, 1981.
- Dame Edna's Bedside Companion. Compendio. Londres: Weidenfeld and Nicolson, 1982.
- Punch Down Under. Londres: Robson Books, 1984.
- The Complete Barry McKenzie. Sídney: Allen & Unwin, 1988.
- Shades of Sandy Stone. Edinburgh, Tragara Press, 1989. Edición limitada.
- My Gorgeous Life. Como Edna Everage. Londres: Macmillan, 1989.
- More Please. Autobiografía. Londres: Nueva York, Ringwood, Toronto, y Auckland: Viking, 1992.
- The Life and Death of Sandy Stone. Sídney: Macmillan, 1990.
- Neglected Poems and Other Creatures. Sídney: Angus & Robertson, 1991.
- Women in the Background. Novela. Port Melbourne: William Heinemann Australia, 1995.
- Barry Humphries' Flashbacks: The book of the acclaimed TV series. Sídney y Londres: HarperCollins, 1999.
- My Life As Me: A Memoir: Autobiografía. Londres: Michael Joseph, 2002.
- Handling Edna: the Unauthorised Biography. Sídney, Hachette Australia, 2009.

Su filmografía incluye:
- The Adventures of Barry McKenzie. 1972.
- Barry McKenzie Holds His Own. 1974.
- Sir Les Saves the World. 1986.
- Finding Nemo. 2003 (la voz de Bruce, el Tiburón)

Él ha sido objeto de varios estudios críticos y biográficos y de un documental de televisión:
- The Real Barry Humphries por Peter Coleman. Londres: Coronet Books, 1991.
- Dame Edna Everage and the Rise of Western Civilization: Backstage with Barry Humphries por John Lahr. Londres: Bloomsbury, 1991; y Nueva York: Farrar Strauss Giroux, 1992.
- A Portrait of the Artist as Australian: L'Oeuvre Bizarre de Barry Humphries por Paul Matthew St. Pierre. Montreal: McGill-Queen's University Press, 2004.
- The Man Inside Dame Edna (2008), documental de televisión[26]
- One Man Show: The Stages of Barry Humphries por Anne Pender. HarperCollins, 2010: ISBN 978-0-7333-2591-5; ISBN 0733325912

## Premios recibidos
- 1975: Medalla Douglas Wilkie
- 1979: Mejor Interpretación Cómica del Año, Sociedad de Gestión de West End, Londres
- 1982: Oficial de la Orden de Australia por "servicios al teatro" (Honores del Cumpleaños de la Reina, listado de Australia)[27]
- 1990: Personalidad de Televisión del Año
- 1993: Premio J. R. Ackerley por la Autobiografía More, Please
- 1994: Doctorado Honoris en la Universidad Griffith
- 1997: Premio Sir Peter Ustinov por Comedia presentado en el Festival Banff World Television
- 1997: Premio Honoured Artists, Ayuntamiento de la ciudad de Melbourne
- 2000: Premio Tony especial por un evento teatral en vivo en la 55.ª Entrea Anual por Dame Edna: The Royal Tour
- 2000: Premio Special Achievement por el Círculo de la Crítica Exterior por The Royal Tour
- 2001: Medalla del Centenario de servicio a la sociedad australiana a través de la actuación y la escritura[28]
- 2003: Doctorado Honorario de Leyes, Universidad de Melbourne
- 2007: Comendador de la Orden del Imperio Británico por "servicios de entretenimiento" (Honores del Cumpleaños de la Reina, listado de Reino Unido).